# Juraj od Topuskog
Juraj od Topuskog  je bio cistercitski opat iz Topuskog. iz doba renesanse. Poznat i pod imenom Juraj od Steničnjaka. Poznat po misalu (Misal Jurja od Topuskog) koji je naručio oko 1495. godine. To su dva iluminirana kodeksa napravljena prema starom zagrebačkom obredu. U misalu su vrijedne oslike njemačkog iluminatora Hansa Almanusa. Misal je naknadno ilustriran, a ilustracije se pripisuje Juliju Kloviću. Misal je u inventaru riznice zagrebačke katedrale i danas ga se digitalizira.
Juraj od Topuskog se u izvorima spominje i kao zagrebački biskup.
Jurjeve narudžbe knjiga pokazuje povijesni prijelaz koji se zbivao u 15. stoljeću. Tada se iz kulture pisane knjige i rukom izrađene slike prešlo u kulturu tiskane knjige i mehanički otisnute i umnožene slike. Promjena se vidi na liturgijskim knjigama s minijaturama i grafikama nastalih u okrilju Zagrebačke biskupije. Niz takvih naručaba nastavlja zagrebački biskup Luka Szeged.